# Mateev Point
Der Mateev Point (englisch; bulgarisch Матеев нос Mateew nos) ist eine 490 m lange Landspitze an der Nordküste von Low Island im Archipel der Südlichen Shetlandinseln. Sie ragt in die Berraz Bay hinein
Die bulgarische Kommission für Antarktische Geographische Namen benannte sie 2021 nach Dragomir Mateew, ab 2008 Logistikkoordinator bei bulgarischen Antarktisexpeditionen und dreimaliger Leiter der St.-Kliment-Ohridski-Station (2011/12, 2018/19 und 2019/20).